# Handball-FDGB-Pokal 1978/79
Der Handball-FDGB-Pokal der Herren wurde mit der Saison 1978/79 zum 9. Mal ausgetragen. Beim Endrunden-Turnier in Rostock konnte der ASK Vorwärts Frankfurt/O. ungeschlagen den Titel erringen.

## Teilnehmende Mannschaften
Für den FDGB-Pokal hatten sich folgende 40 Mannschaften qualifiziert:
| DDR-Oberliga die 10 Vereine der Saison 1978/79 | DDR-Liga die 20 Vereine der Saison 1978/79 | Bezirkspokalvertreter die 10 Vereine aus der Saison 1977/78 |
| - SC Empor Rostock - SC Magdeburg (TV) - SC Leipzig - ASK Vorwärts Frankfurt/O. - BSG Post Schwerin - SC Dynamo Berlin - BSG Wismut Aue - BSG ZAB Dessau - BSG Chemie Premnitz - BSG Motor Eisenach (TV) – Titelverteidiger | Staffel Nord - BSG Rotation Prenzlauer Berg - ASK Vorwärts Frankfurt/O. II - SG Dynamo/Motor Staßfurt - HSG PH Potsdam - BSG Post Schwerin II - BSG Lokomotive RAW Cottbus - TSG Calbe - SG Stahl Brandenburg/Kirchmöser - SC Dynamo Berlin II - SG Lok/Motor Süd-Ost Magdeburg Staffel Süd - SG Dynamo Halle-Neustadt - SG Dynamo Suhl-Mitte - BSG Einheit Halle-Neustadt - BSG Chemie Piesteritz - SC Leipzig II - BSG Grubenlampe Zwickau - BSG Wismut Aue II - HSG Wissenschaft Freiberg - SC Magdeburg II - BSG Obertrikotagen Apolda | - Bezirk Rostock HSG Wissenschaft Rostock - Bezirk Schwerin BSG Traktor Schwaan - Bezirk Potsdam BSG Chemie Premnitz II - Ost-Berlin BSG Rotation Prenzlauer Berg II - Bezirk Frankfurt (Oder) BSG Chemie PCK Schwedt - Bezirk Magdeburg BSG Lokomotive Blumenberg - Bezirk Leipzig BSG LVB Leipzig - Bezirk Dresden BSG Chemie Radebeul - Bezirk Karl-Marx-Stadt BSG Grubenlampe Zwickau II - Bezirk Gera BSG Lokomotive Gera Der jeweilige Vertreter der Bezirke Neubrandenburg, Halle, Cottbus, Erfurt und Suhl konnte sich nicht über Qualifikationsspiele für den Handball-FDGB-Pokal 1978/79 qualifizieren. |

## Modus
In der ersten Hauptrunde, die im K.-o.-System ausgespielt wurde, nahmen alle qualifizierten Mannschaften teil und die Bezirksvertreter genossen Heimvorteil gegenüber höherklassigen Mannschaften. Spiele mit unentschiedenem Ausgang wurden sofort im 7-Meter-Werfen entschieden. Ab der zweiten Hauptrunde wurde der Wettbewerb mit Hin- und Rückspielen fortgesetzt. Die Auslosung erfolgte bis dahin nach möglichst territorialen Gesichtspunkten, wobei die Vertreter der Handball-DDR-Oberliga gesetzt wurden. In der dritten Hauptrunde wurden die fünf bestplatzierten Mannschaften der abgelaufenen Oberligasaison so gesetzt, dass sie nicht aufeinandertrafen. Nach dieser Runde ermittelten dann die letzten fünf Mannschaften in einem Endrunden-Turnier den Pokalsieger.

## 1. Hauptrunde
| Datum            |                                 | Ergebnis       |                                 |
| ---------------- | ------------------------------- | -------------- | ------------------------------- |
| Sa 19.05., 14:30 | BSG Grubenlampe Zwickau II      | 21:29          | SC Leipzig II                   |
| Sa 19.05., 16:00 | BSG Traktor Schwaan             | 14:29          | BSG Chemie Premnitz             |
| Sa 19.05., 16:00 | SG Stahl Brandenburg/Kirchmöser | 20:26          | SC Dynamo Berlin                |
| Sa 19.05., 16:00 | SG Lok/Motor Süd-Ost Magdeburg  | 18:22          | BSG Post Schwerin               |
| Sa 19.05., 16:00 | HSG PH Potsdam                  | 12:22          | ASK Vorwärts Frankfurt/O.       |
| Sa 19.05., 16:00 | SG Dynamo/Motor Staßfurt        | 18:25          | SC Empor Rostock                |
| Sa 19.05., 16:00 | ASK Vorwärts Frankfurt/O. II    | 23:17          | SC Dynamo Berlin II             |
| Sa 19.05., 16:00 | HSG Wissenschaft Rostock        | 15:21          | BSG Post Schwerin II            |
| Sa 19.05., 16:00 | BSG Chemie PCK Schwedt          | 18:17          | BSG Rotation Prenzlauer Berg II |
| Sa 19.05., 16:00 | BSG Chemie Premnitz II          | 25:25; 7m: 2:4 | BSG Lokomotive Blumenberg       |
| Sa 19.05., 16:00 | BSG Rotation Prenzlauer Berg    | 21:13          | TSG Calbe                       |
| Sa 19.05., 16:00 | SG Dynamo Suhl-Mitte            | 24:26          | SC Leipzig                      |
| Sa 19.05., 16:00 | BSG Chemie Piesteritz           | 23:27          | BSG Motor Eisenach              |
| Sa 19.05., 16:00 | BSG Einheit Halle-Neustadt      | 18:14          | BSG ZAB Dessau                  |
| Sa 19.05., 16:00 | BSG Lokomotive Gera             | 21:33          | BSG Wismut Aue                  |
| Sa 19.05., 16:00 | BSG LVB Leipzig                 | 17:27          | SC Magdeburg                    |
| Sa 19.05., 16:00 | BSG Chemie Radebeul             | 17:20          | SC Magdeburg II                 |
| Sa 19.05., 16:00 | BSG Wismut Aue II               | 27:29          | BSG Lokomotive RAW Cottbus      |
| Sa 19.05., 16:00 | HSG Wissenschaft Freiberg       | 21:23          | SG Dynamo Halle-Neustadt        |
| Sa 19.05., 16:00 | BSG Grubenlampe Zwickau         | 26:22          | BSG Obertrikotagen Apolda       |

## 2. Hauptrunde
| Datum                   |                              | Gesamt |                            | Hinspiel | Rückspiel |
| ----------------------- | ---------------------------- | ------ | -------------------------- | -------- | --------- |
| Sa 26. Mai / Sa 2. Juni | BSG Wismut Aue               | 51:50  | SC Leipzig II              | 32:28    | 19:22     |
| Sa 26. Mai / Sa 2. Juni | BSG Einheit Halle-Neustadt   | 45:42  | BSG Motor Eisenach         | 28:23    | 17:19     |
| Sa 26. Mai / Sa 2. Juni | BSG Chemie Premnitz          | 50:37  | BSG Chemie PCK Schwedt     | 20:13    | 30:24     |
| Sa 26. Mai / Sa 2. Juni | BSG Rotation Prenzlauer Berg | 43:54  | SG Dynamo Halle-Neustadt   | 20:33    | 23:21     |
| Sa 26. Mai / Sa 2. Juni | ASK Vorwärts Frankfurt/O. II | 32:36  | BSG Post Schwerin          | 19:15    | 13:21     |
| Sa 26. Mai / Sa 2. Juni | BSG Grubenlampe Zwickau      | 41:62  | SC Magdeburg               | 21:28    | 20:34     |
| Sa 26. Mai / Sa 2. Juni | BSG Lokomotive Blumenberg    | 31:79  | ASK Vorwärts Frankfurt/O.  | 15:38    | 16:41     |
| Sa 26. Mai / Sa 2. Juni | SC Dynamo Berlin             | 55:32  | SC Magdeburg II            | 27:18    | 28:14     |
| Sa 26. Mai / Sa 2. Juni | BSG Post Schwerin II         | 25:61  | SC Empor Rostock           | 14:28    | 11:33     |
| Sa 26. Mai / Sa 2. Juni | SC Leipzig                   | 62:32  | BSG Lokomotive RAW Cottbus | 29:12    | 33:20     |

## 3. Hauptrunde
| Datum                    |                            | Gesamt |                  | Hinspiel | Rückspiel |
| ------------------------ | -------------------------- | ------ | ---------------- | -------- | --------- |
| Sa 9. Juni / Fr 15. Juni | BSG Post Schwerin          | 38:39  | SC Dynamo Berlin | 26:19    | 12:20     |
| Sa 9. Juni / Fr 15. Juni | ASK Vorwärts Frankfurt/O.  | 54:31  | BSG Wismut Aue   | 26:13    | 28:18     |
| Sa 9. Juni / Fr 15. Juni | BSG Einheit Halle-Neustadt | 36:53  | SC Leipzig       | 20:25    | 16:28     |
| Sa 9. Juni / Fr 15. Juni | BSG Chemie Premnitz        | 27:45  | SC Empor Rostock | 15:24    | 12:21     |
| Sa 9. Juni / Fr 15. Juni | SG Dynamo Halle-Neustadt   | 37:57  | SC Magdeburg     | 25:26    | 12:31     |

## Endrunde
Die Endrunde fand vom 3. bis 7. Juli 1979 in der Rostocker Sport- und Kongresshalle statt.

### Spiele
1. Spieltag:
| Datum            |                  | Ergebnis |                           |
| ---------------- | ---------------- | -------- | ------------------------- |
| Di 03.07., __:__ | SC Leipzig       | 17:20    | SC Dynamo Berlin          |
| Di 03.07., __:__ | SC Magdeburg     | 26:37    | ASK Vorwärts Frankfurt/O. |
| Spielfrei:       | SC Empor Rostock |          |                           |

2. Spieltag:
| Datum            |                           | Ergebnis |              |
| ---------------- | ------------------------- | -------- | ------------ |
| Mi 04.07., __:__ | SC Empor Rostock          | 23:19    | SC Leipzig   |
| Mi 04.07., __:__ | SC Dynamo Berlin          | 16:19    | SC Magdeburg |
| Spielfrei:       | ASK Vorwärts Frankfurt/O. |          |              |

3. Spieltag:
| Datum            |                           | Ergebnis |                  |
| ---------------- | ------------------------- | -------- | ---------------- |
| Do 05.07., __:__ | SC Empor Rostock          | 23:22    | SC Dynamo Berlin |
| Do 05.07., __:__ | ASK Vorwärts Frankfurt/O. | 27:21    | SC Leipzig       |
| Spielfrei:       | SC Magdeburg              |          |                  |

4. Spieltag:
| Datum            |                  | Ergebnis |                           |
| ---------------- | ---------------- | -------- | ------------------------- |
| Fr 06.07., __:__ | SC Dynamo Berlin | 20:26    | ASK Vorwärts Frankfurt/O. |
| Fr 06.07., __:__ | SC Magdeburg     | 27:26    | SC Empor Rostock          |
| Spielfrei:       | SC Leipzig       |          |                           |

5. Spieltag:
| Datum            |                           | Ergebnis |                  |
| ---------------- | ------------------------- | -------- | ---------------- |
| Sa 07.07., __:__ | ASK Vorwärts Frankfurt/O. | 29:22    | SC Empor Rostock |
| Sa 07.07., __:__ | SC Leipzig                | 26:24    | SC Magdeburg     |
| Spielfrei:       | SC Dynamo Berlin          |          |                  |

### Abschlusstabelle
| Pl. | Verein                    | Sp. | S | U | N | Tore    | Diff. | Punkte |
| --- | ------------------------- | --- | - | - | - | ------- | ----- | ------ |
| 1.  | ASK Vorwärts Frankfurt/O. | 4   | 4 | 0 | 0 | 119:890 | +30   | 08:0   |
| 2.  | SC Empor Rostock          | 4   | 2 | 0 | 2 | 094:970 | −3    | 04:40  |
| 3.  | SC Magdeburg              | 4   | 2 | 0 | 2 | 096:105 | −9    | 04:40  |
| 4.  | SC Dynamo Berlin          | 4   | 1 | 0 | 3 | 078:850 | −7    | 02:60  |
| 5.  | SC Leipzig                | 4   | 1 | 0 | 3 | 083:940 | −11   | 02:60  |

Platzierungskriterien: 1. Punkte – 2. Tordifferenz – 3. geschossene Tore

### FDGB-Pokalsieger
| 1.                                 | ASK Vorwärts Frankfurt/O. |
| ---------------------------------- | --- |
| Logo vom ASK Vorwärts Frankfurt/O. | - Tor: Jochen Beßler, Dietmar Hübscher, Torsten Kostros - Feldspieler: Joachim Pietzsch (5/–) , Bernd Ast (11/7), Klaus Gruner (22/1), Hans-Georg Beyer (24/–), Dietmar Schmidt (14/–), Hans Engel (17/–), Walter Smuch (12/–), Volker Musick, Norbert Nowak (7/–), Klein (1/–), Roland Kuck (6/–) – (Tore/7 m) - Trainer: Waldemar Pappusch |

### Torschützenliste
Torschützenkönig des Endturniers wurde Lothar Doering vom SC Leipzig mit 30 Toren.
|    | Spieler            | Verein                    | Tore / 7m |
| -- | ------------------ | ------------------------- | --------- |
| 1. | Lothar Doering     | SC Leipzig                | 30 / 14   |
| 2. | Günter Dreibrodt   | SC Magdeburg              | 27 / 06   |
| 3. | Hans-Georg Beyer   | ASK Vorwärts Frankfurt/O. | 24 / 0–   |
| 4. | Frank-Michael Wahl | SC Empor Rostock          | 23 / 0–   |
| 5. | Klaus Gruner       | ASK Vorwärts Frankfurt/O. | 22 / 01   |
| 6. | Ingolf Wiegert     | SC Magdeburg              | 20 / 0–   |